# チョン・ジソク
チョン・ジソク（韓国語: 정지석、1995年3月10日 - ）は、韓国の男子バレーボール選手である。

## 来歴
京畿道富川市出身。
2013年、2013-2014 Vリーグの新人ドラフトで仁川大韓航空ジャンボスに2位指名され、同チームに入団した。
2015年、U-23韓国代表に選出され、アジアU-23選手権、世界U-23選手権に出場した。
また、韓国代表としてワールドリーグに2016年、2017年に出場し、2018年にもネーションズリーグに出場した。
2019年、2018-2019 VリーグでレギュラーラウンドMVPを受賞。
2021年には、2020-2021 Vリーグで大韓航空の優勝に貢献し、レギュラーラウンドと優勝決定戦の両方でMVPを受賞した。
しかし、同年9月、元恋人から暴行容疑と違法撮影の容疑で告訴され、調査を受けることとなる。それにより、大韓航空から謹慎処分を受け、2021-2022 Vリーグは開幕から出場見合わせとなった。11月、告訴人との合意に至り起訴猶予となった。それに伴い、チョン・ジソクは謝罪コメントを出し、チームの謹慎処分は第2ラウンドまでとなった。また、韓国バレーボール連盟は500万ウォンの制裁金を課し、告訴人との合意や自身の反省、チームの謹慎処分を配慮した処分だとコメントを残した。チームに復帰後、チームの連覇に貢献した。
2022年、韓国代表メンバーに一度招集されるが、大韓体育会でも不祥事の件が議論され、代表選手としての活動資格が1年間停止された。
2022-2023シーズンも大韓航空のリーグ優勝に貢献し、チームは3連覇となった。

## 球歴
- 韓国代表
  - ネーションズリーグ - 2018年
  - ワールドリーグ - 2016年、2017年
  - アジア選手権 - 2017年、2019年
  - アジア大会 - 2018年
- U-23韓国代表
  - 世界U-23選手権 - 2015年
  - アジアU-23選手権 - 2015年

## 所属チーム
- 仁川大韓航空ジャンボス（2013年-）

## 受賞歴
- 2019年 - 2018-2019 Vリーグ レギュラーラウンドMVP、ベスト7
- 2020年 - 2019-2020 Vリーグ ベスト7
- 2021年 - 2020-2021 Vリーグ レギュラーラウンドMVP、優勝決定戦MVP、ベスト7
- 2023年 - 2022-2023 Vリーグ ベスト7